# مباحث معجزات الفاتيكان
مفتشي المعجزات (باليابانية: バチカン奇跡調査官، بالروماجي: Bachikan Kiseki Chōsakan) سلسلة رواية خفيفة يابانية من تأليف رين فوجيكي ورسم ثوريس شيباموتو. صدرت في عام 2007. واقتبست إلى مانغا وأنمي تلفزيوني.

## القصة
تدور احداث القصة حول عالم عبقري يدعى هيراغي جوزيف كو وروبيرت نيكولاس خبير فك الشفرات والأرشفة، يعملات سوية كفريق تحت مسمى "مفتشي المعجزات"، يجوبان العالم للتحقق من صحة المعجزات التي يدعيها الناس.

## الشخصيات
- هيراغي جوزيف كو (باليابانية: 平賀・ヨゼフ・庚)

مؤدي الصوت: نوبوهيكو أوكاموتو.
- روبيرت نيكولاس (باليابانية: ロベルト・ニコラス)

مؤدي الصوت: جونيتشي سوابي.

## الحلقات
| رقم الحلقة | عنوان الحلقة                                                           | تاريخ العرض الأصلي |
| ---------- | ---------------------------------------------------------------------- | ------------------ |
| 1          | "Omo no sasae ni yorite ga wa mezameru" (主の支えによりて我は目覚める) | 7 تموز 2017        |

## وصلات خارجية
- الموقع الرسمي للرواية الخفيفة
 في كادوكاوا شوتين (باليابانية)
- مفتشي المعجزات على موقع ANN anime (الإنجليزية)